# Eternal Elysium
Az Eternal Elysium nevű doom metal/stoner rock együttes 1991-ben alakult meg Japánban.
Eddig hat stúdióalbumot, három középlemezt (amelyből kettő split-lemez volt) és egy koncert-DVD-t jelentettek meg. A DVD-n a szintén japán Boris, Church of Misery és Greenmachine nevű zenekarokkal együtt játszottak. Több tagjuktól is megváltak az évek alatt.

## Tagok
- Yukito Okazaki – ének, gitár
- Tana Haugo – basszusgitár
- Antonio Ishikawa – dobok

## Diszkográfia
- Faithful (1995, stúdióalbum)
- Spiritualised D (2000, stúdióalbum)
- Share (2002, stúdióalbum)
- Searching Low and High (2005, stúdióalbum)
- Within the Triad (2009, stúdióalbum)
- Resonance of Shadows (2016, stúdióalbum)

## Egyéb kiadványok
- 2003-as split-lemez az Of the Spacistor-ral (pontos cím ismeretlen)
- Wizard's Convention: Japanese Heavy Rock Showcase (koncert-DVD, 2005, a Church of Misery-vel, a Boris-szal és a Greenmachine-nel)
- 2007-es split-lemez a Black Cobrával (pontos cím ismeretlen)
- Eternal Elysium EP (középlemez, 2008)